# Royal Helena
Le Juan Bautista Cambiaso (ex SV Royal Helena) est un trois-mâts goélette dominicain construit en Bulgarie en 2009.

## Histoire
Sous le nom de Royal Helena ce navire a été mis à l'eau le 29 août 2009 au port de Varna. Ce voilier charter proposait des croisières et de la formation en mer Noire durant la période d'été.
Il a participé, en 2010, à la St Martin Classic Yacht Regatta organisée par la Caribbean Sail Training Association  à Saint-Martin dans les Antilles néerlandaises.
Il était présent à la Mediterranean Tall Ships Regatta 2013 et fit escale à la Toulon Voiles de Légende 2013 du 27 au 30 septembre 2013. Il est venu aux Les Grandes Voiles du Havre début septembre 2017.
En 2018 il a été acquis par la marine de guerre dominicaine. Il fut renommé Juan Bautista Cambiaso pour devenir un navire-école pouvant accueillir jusqu'à 37 cadets pour des croisières de plusieurs jours.